# Nikon D300
A Nikon D300 é uma máquina fotográfica digital profissional, produzida pela empresa japonesa Nikon Corporation com formato dSLR, e é a sucessora do modelo D200. Este modelo foi anunciado em 23 de agosto de 2007, juntamente com a câmera Nikon D3. Este modelo substituiu a  Nikon D200, tornando-se o topo de gama da Nikon no formato DX. A D300 foi oficialmente descontinuada pela Nikon em 11 de setembro de 2009, sendo sucedida pela Nikon D300s, a qual foi lançada em 30 de julho de 2009.

## Características
- Sensor Nikon DX
- 1.5x factor de corte
- 12.3 megapixel
- Lentes Nikon F-mount

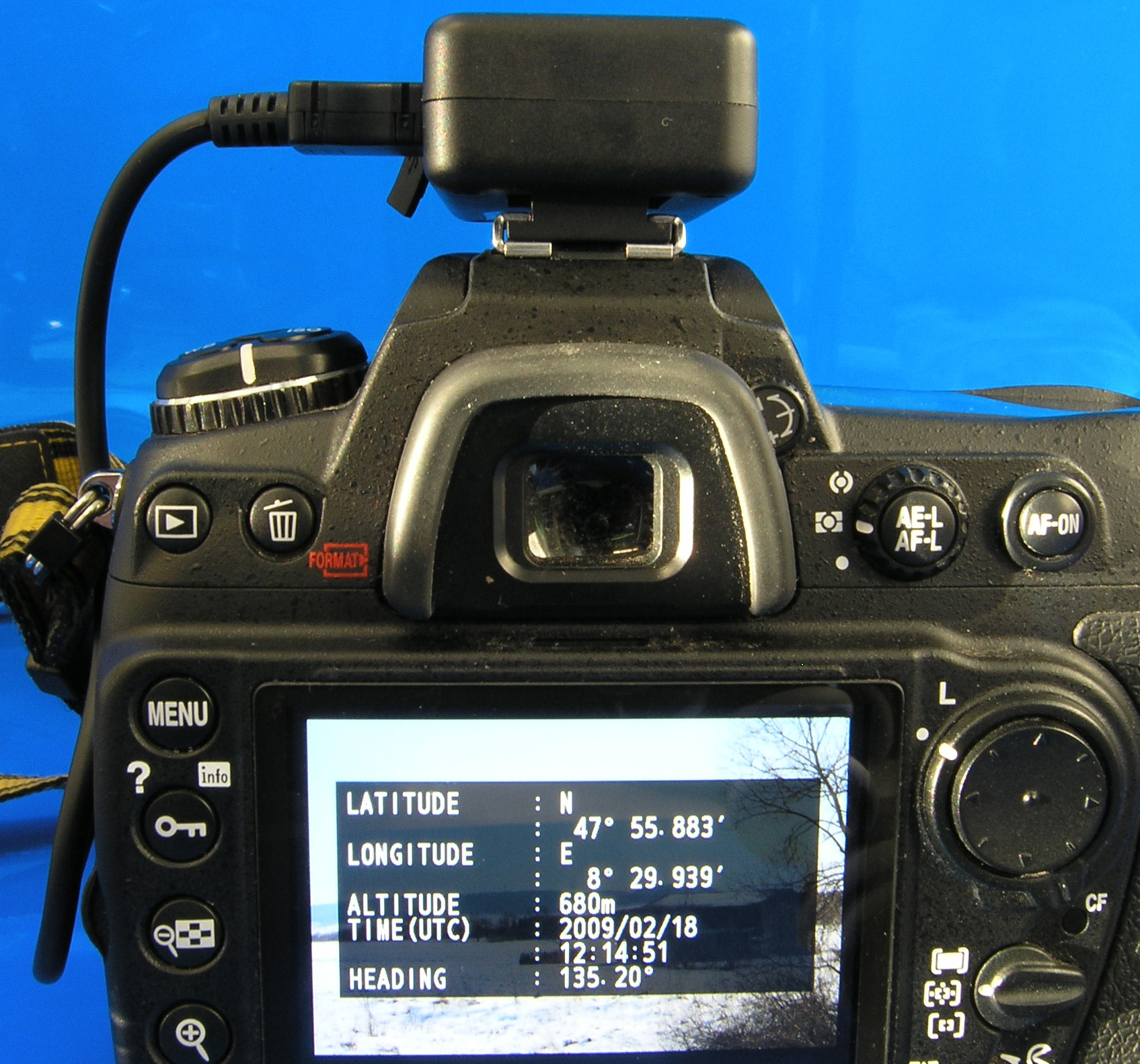
Nikon D300 + "Solmeta Geotagger N2 Kompass"

- Corpo em Magnésio com juntas seladas
- Autofocus Multi-CAM 3500DX com 51 pontos de focagem
- Modo Live View (com focagem automática)
- Sistema de limpeza de sensor (através de vibração)
- 6 FPS até 100 JPEG ou 8 FPS quando usada com o "Battery GRIP" MB-D10 (opcional) e 8 pilhas AA ou baterias EN-EL4/EN-EL4a
- 3D Color Matrix Metering II
- LCD com 3.0 polegadas e 307,200 pixels (resolução 640 x 480 VGA , 921,600 pontos)
- Bateria EN-EL3e (lithium-ion 7.4V/1500 mAh) com capacidade de até 1800 fotos
- ISO 200–3200, em intervalos de 1/3, 1/2 ou 1 stop. ISO100 e ISO6400 disponíveis através da função ISO Boost.
- Flash incorporado com sistema I-TTL da Nikon
- Formatos de imagem: JPEG, TIFF, Raw/NEF (com ou sem compressão, 12 ou 14bit)

## História
A Nikon D300 foi anunciada a 23 de Agosto de 2007 com um preço estimado de $1,800 USD  tendo começado a sua comercialização durante o mês de Novembro. A nova máquina é compatível com virtualmente todas as lentes F-Mount feitas pela Nikkor. As novas funcionalidades como o novo sensor de 12MP, Liveview (com auto-focus), limpeza do sensor, LCD 3 polegadas, 51 pontos de focagem são estreias absolutas na Nikon e apenas são utilizadas no modelo Nikon D3, modelo com a qual a D300 partilha quase todos os componentes à excepção do sensor, sendo que a D3 é a primeira DSLR Full-Frame fabricada pela Nikon.